# 史高胤
史高胤（？—？），號錫庭，山東濟南府樂陵縣人，軍籍，明朝政治人物。

## 生平
史高胤為史邦直長子。萬曆三十一年（1603年）癸卯科山東鄉試第五名舉人，四十七年（1619年）中式己未科三甲六十五名進士。户部觀政，初授山西襄陵縣知縣，天啟三年（1623年）任直隸東明縣知縣，五年（1625年）調元城縣知縣。六年升禮部主事，升員外郎，七年（1627年）七月主考河南鄉試，崇祯三年升郎中，四年出為陝西參議，七年升本省提學副使。

## 家族
曾祖史述，歲貢生。祖父史袋，封西安府同知。父史邦直。弟史高先同為進士。娶郭氏，有子史光籙、史光策。